# Contea di Qidong
La contea di Qidong (祁东县S, Qídōng XiànP) è una contea della Cina, situata nella provincia di Hunan e amministrata dalla prefettura di Hengyang.